# Назад до Холодної війни
«Назад до Холодної війни» (англ. Back to the Cold War) — четвертий епізод двадцять п’ятого сезону американського мультсеріалу «Південний парк». 315-й епізод серіалу, прем'єра якого відбулася на Comedy Central у США 2 березня 2022 року.
Цей епізод, який зосереджується на підготовці містера Маккі до ядерної війни та підготовці Баттерса Стотча до змагань у турнірі з виїздки, є першим телевізійним епізодом за сценарієм, у якому згадується російське вторгнення в Україну 2022 року, який був запущений за шість днів до цього. Цей епізод також посилається на фільми часів Холодної війни WarGames, Red Dawn і Rocky IV, а також інші аспекти культури 1980-х, наприклад, краватки для фортепіано та великі бумбокси.

## Сюжет
У початковій школі Південного парку містер Гаррісон розповідає своїм четвертокласникам, що він і його хлопець Рік посварилися, а учні стурбовані Володимиром Путіним. Містер Маккі входить до класу і оголошує негайну вправу з безпеки на випадок ядерної бомби, а закінчуючи навчання якоюсь «відповідною музикою 80-х». Директор PC каже Маккі припинити його збільшення кількості навчань з ядерної безпеки, оскільки, здається, Маккі став надмірно ностальгувати за епохою. Маккі відповідає, пробираючись до кабінету директора і фотографуючи. На кінному закладі Баттерс Стотч практикує свої навички верхової їзди, готуючись до майбутнього змагання з виїздки проти російського студента на прізвище Солоков, в той час як його батьки Стівен і Лінда Стотч, які стурбовані здібностями Баттерса, голосно освистають на Солокова. Стівен попереджає Баттерса, що виїздка нагадує їм про холодну війну і що Баттерсу потрібно перемогти Солокова. Коли Маккі переглядає фотографії на машині для мікрофішування, Баттерс просить Маккі порадитися з його батьками, що змушує Маккі вимагати знати все про виїздку.
Баттерс намагається навчити свого коня, Меланхолія, краще виконувати виїздку, але Меланхолій постійно випорожняється і вступає в статевий акт з іншим конем під час тренування. Маккі досліджує будинок сім'ї Солокових і знаходить Стівена і Лінду в стайні, які намагаються саботувати коня. Маккі стверджує, що Принципал є російським шпигуном, а турнір з виїздки буде трюком для запуску ядерних ракет. Маккі йде в дім своєї матері, щоб використати старовинну дискету та комутований модем, щоб проникнути в комп’ютери NORAD. Mackey використовує BASIC команди, щоб зламати кореневу систему, імітуючи російську ядерну атаку, викликаючи ескалацію до DEFCON -3. Росіяни отримують повідомлення про зміну DEFCON і попереджають Путіна, який останнім часом ностальгує. Коли Маккі готується перевести NORAD на DEFCON-2, його мати перебиває і змушує його зрозуміти, що справжнім джерелом його ностальгії є той факт, що він старіє. Вона каже йому, що епоха холодної війни була не найкращим часом або той, до якого він повинен намагатися повернутися. На змаганнях з виїздки, коли Солоков збирається виграти змагання, Меланхолій вступає в стосунки з конем Солокова, в результаті чого Солокова скидають з коня. Боксерський рефері зараховує Солокова, і Баттерс перемагає. Натовп святкує, коли Маккі приходить і виголошує тріумфальну промову.

## Сприйняття
Ден Кефрі з The AV Club поставив епізоду оцінку «B+», оскільки він оцінив розмову між Маккі та його матір'ю, заявивши: «Сам по собі, душевний зв'язок між Маккіями функціонує як остання частина мудрості Південного парку— нагадування про те, що, коли ми сумуємо за своїми спокійними днями, ми часто згадуємо лише хороші моменти. Таким чином, «Назад до холодної війни» перегукується з такими епізодами, як « Ягоди-члени » (які також використовували ностальгію як виправдання звірства) і тепер уже класичний «Ти старієш». Кеффрі також прокоментував, що захоплення Маккі комп'ютера NORAD було сюжетом, взятим з фільму WarGames.